# Reggiane Re.2006
Reggiane Re.2006 – włoski samolot myśliwski z okresu II wojny światowej, ostatni model z napędem tłokowym opracowany w zakładach Reggiane. Miał zostać następcą Reggiane Re.2005. 

## Historia
Prace nad maszyną rozpoczęto pod koniec 1942 roku pod kierunkiem inż. Alessandro Barteleti i trwały równolegle z Reggiane Re.2005. Pierwotnie maszyna miała być napędzana takim samym silnikiem jak Reggiane Re.2005, czyli Fiat RA.1050 RC.58 (licencyjną wersją silnika Daimler-Benz DB-605), ale potem zmieniono decyzję co do napędu, który miał ostatecznie stanowić silnik Daimler-Benz DB-603A o mocy 1750 KM. Maszyna z tym silnikiem miała osiągać prędkość 750 km/h. W stosunku do Re.2005, maszyna miała mieć o 1 metr dłuższy kadłub, w celu zachowania położenia środka ciężkości. Statecznik pionowy miał pozostać jak w Re.2005 ale powiększony został ster pionowy. Wzmocniono też podwozie. 
9 maja 1943 zamówiono dwa prototypy(MM540 i MM541. Zbudowano jeden płatowiec – MM540, który był gotowy do oblotu. Jednak po kapitulacji Włoch we wrześniu 1943 roku prace, na rozkaz Niemców wstrzymano. Pracownicy Reggiane postanowili jednak w tajemnicy kontynuować w zakładach w Reggio Emilia. W styczniu 1944 roku maszynę w częściach przewieziono do Corrregio i ukryto w miejscowym gimnazjum. Po wojnie maszynę przekazano do Politechniki w Taliedo, gdzie na polecenie Aliantów została zniszczona. Jedynym ocalałym elementem pozostało podwozie.